# Leandra lapae
Leandra lapae är en tvåhjärtbladig växtart som beskrevs av D'el Rei Souza och José Fernando Andrade Baumgratz. Leandra lapae ingår i släktet Leandra och familjen Melastomataceae. Inga underarter finns listade i Catalogue of Life.